# Wojska samochodowe
Wojska samochodowe – rodzaj wojsk składający się z pododdziałów, oddziałów i taktycznych związków samochodowych, wyposażonych w różnorodne typy samochodów i przyczep transportowych oraz pojazdów specjalnych (cystern, sanitarek, chłodni itp.) przeznaczony do zaspokajania potrzeb wojsk w zakresie transportu.
Pierwsze pododdziały wojsk samochodowych powstały w armii francuskiej pod koniec XIX wieku. W 1895 roku Francuzi podjęli próby zastosowania transportu samochodowego do dowozu zaopatrzenia, głównie amunicji. Na początku XX wieku jednostki wojsk samochodowych powstały także w innych armiach; przeznaczone były głównie do dowozu zaopatrzenia. Idea zastosowania transportu samochodowego do przewozu wojsk związana jest w zasadzie z bitwą nad Marną w 1914 roku. W czasie tej bitwy dowództwo francuskie dla dokonania szybkiego przerzutu odwodów wykorzystało 1200 taksówek paryskich. Od tego momentu prawie we wszystkich armiach zaczęto wykorzystywać jednostki samochodowe również do operacyjnych przewozów wojsk.
W związku z ogólną motoryzacją wszystkich rodzajów sił zbrojnych i wojsk oraz w związku z upancernianiem wojsk lądowych odpadł całkowicie problem przewozu wojsk, który dokonywany jest przez specjalnie wyodrębnione jednostki samochodowe.